# Astra 1D
Astra 1D  ist ein stillgelegter Fernsehsatellit des Betreibers SES Astra mit Sitz in Betzdorf in Luxemburg. Er wurde für die Übertragung von Fernsehprogrammen in Europa verwendet.
Der Satellit wurde 1994 vom Centre Spatial Guyanais in Französisch-Guayana ins All befördert.

## Positionen
- November 1994 bis Februar 1998 auf 19,2° Ost
- März 1998 bis Oktober 1998 auf 28,2° Ost
- November 1998 bis November 1999 auf 19,2° Ost
- Dezember 1999 bis Januar 2001 auf 28,2° Ost
- Februar 2001 bis Oktober 2007 auf 23,5° Ost
- November 2007 bis Dezember 2010 auf 31,5° Ost
- Januar 2011 bis Mai 2011 auf 2° Ost
- Juni 2011 bis Anfang 2012 auf 28,2° Ost
- Anfang 2012 bis Juni 2012 auf 40,5° West
- Juli 2012 bis August 2012 auf 12,5° West
- August 2012 bis März 2013 auf 23,1° Ost
- Juni 2013 bis Februar 2014 auf 52,15° Ost

## Empfang
Astra 1D bereitete zur Zeit seiner Inbetriebnahme den Empfangshaushalten das Problem, dass diese ohne ein neues LNB einige Astra-1D-Transponder im bisher unüblichen Frequenzbereich 10,700 GHz – 10,950 GHz nicht empfangen konnten – was bei den Verbrauchern prompt zu Ärger über SES-Astra führte. Das sogenannte „Astra-1D-Empfangsproblem“ wurde durch neue kompatible LNBs mit geänderter Lo-Frequenz behoben. Für ältere Satellitenfernsehempfänger gab es als Nachrüstlösung schaltbare Frequenzumsetzer, eine meist unbefriedigende Bastellösung. Seit Astra 1D ist im Sat-Direktempfang der Frequenzbereich ab 10,700 GHz Standard.
Der Satellit konnte in Europa und im Nahen Osten empfangen werden. Die Übertragung erfolgte im Ku-Band.

## Sender
Eine Übersicht der auf 19.2 Grad Ost zwischen 1995 und 2012 verbreiteten analog ausgestrahlten Sender:
| Transponder | Frequenz | Sender |
| ----------- | -------- | --- |
| 49          | 10,714 H | Arte (1995–2002), Nickelodeon Deutschland (1995–1996), Ki.KA (1997–2012), Primetime / Fresh4U / Kanal Telemedial (2005–2008), Astro TV (2008–2010), Sixx (2011–2012)                                                                                                   |
| 50          | 10,729 V | NBC Super Channel (1995–1996), CNBC Europe (1996–2005), Das Vierte (2005–2010), Mediashop (2010) |
| 51          | 10,744 H | Veronica (1995–1996), CMT Europe (1996–1998), Bloomberg Television (1998–2000), Animal Planet (1998–2001), Sky Box Office 1 (1999–2000) |
| 52          | 10,759 V | RTL 4 (1995–1996), QVC Deutschland (1996–2012) |
| 53          | 10,773 H | SBS6 (1995–1996), JSTV (1996–2001), CNE (1995–1998), The Racing Channel (1996), What's in Store (1998–2000) |
| 54          | 10,788 V | TV Asia (1995–1996), The Chinese Channel (1995–1997), Zee TV UK (1997–2000), Adult Channel (1997–1998) |
| 55          | 10,803 H | Teleclub (1995–2000), N24 (2000–2012) |
| 56          | 10,818 V | UK Horizons (1998), UK Arena (1998), UK Style (1998) Bloomberg Deutschland (1998–2000), TV Travel Shop (1998–2001), Bloomberg UK (2000–2001), TV Travel Shop Deutschland (2001–2004)                                                                                   |
| 57          | 10,832 H | SBS6 (1996), Sky Barker (1996–1997), UK Horizons (1998–2001), UK Play (1999–2001), GOD (2001), TVX (2001) |
| 58          | 10,847 V | mTh (1996), Granada Good Life (1996–1998), Computer Channel (1996–1998), Sky Box Office 4 (1997–2000), Zomer TV (1997), Granada Breeze (1998–2000), .TV (1998–2000), Adult Channel PPV (1998–2000), B.TV (2000–2004), Tango TV (2002), TV Shop Deutschland (2002–2004) |
| 59          | 10,862 H | Granada Talk TV (1996–1997), Sky Scottish (1996–1998), Sky Box Office 3 (1997–1998), Rapture TV (1998–2000) Channel 4 Extra (1998–1999), FilmFour (1999–2000), K1010 (2004)                                                                                            |
| 60          | 10,877 V | Sky Movies Gold (1995–1997), The Weather Channel (1996–1998), The Racing Channel (1995–2000), Sky Box Office 2 (1997–1999), TV Shop (1998), Playboy TV PPV (1998–1999) Sky Box Office 3 (1999–2000), Playboy TV (2000), Adult Channel (2000)                           |
| 61          | 10,891 H | ProSieben Schweiz (1996–1997), Phoenix (1997), SWR Rheinland-Pfalz (1997–2012) |
| 62          | 10,906 V | Home Order Television (1995–2001), Home Shopping Europe (2001–2012) |
| 63          | 10,921 H | Filmnet (1993–1997), The Adult Channel (1995–1997), Channel 5 (1997–2001), TV Shop Deutschland (2002), GOD (2002) |
| 64          | 10,936 V | RTL 5 (1993–1996), tm3 (1996–2001), 9live (2001–2010) |

Bis Anfang März 2013 gab es folgende Transponder und Programme auf Astra 1D:
- 10.876 MHz vertikal, 22.000 kSymbole, FEC 5/6
  - RTL Télé Lëtzebuerg
- 10.891 MHz horizontal, 22.000 kSymbole, FEC 5/6
  - RTL Télé Lëtzebuerg

RTL Télé Lëtzebuerg wird außerdem auch auf Astra 3B 23,5° Ost ausgestrahlt, der in der Regel mit demselben LNB zu empfangen ist, sodass die Abschaltung nicht weiter von Bedeutung war. Astra 1D verließ die Position Mitte April 2013 in Richtung Osten.